# Paramuricea hyalina
Paramuricea hyalina är en korallart som beskrevs av Kükenthal 1919. Paramuricea hyalina ingår i släktet Paramuricea och familjen Plexauridae. Inga underarter finns listade i Catalogue of Life.